# Atelier Manassé

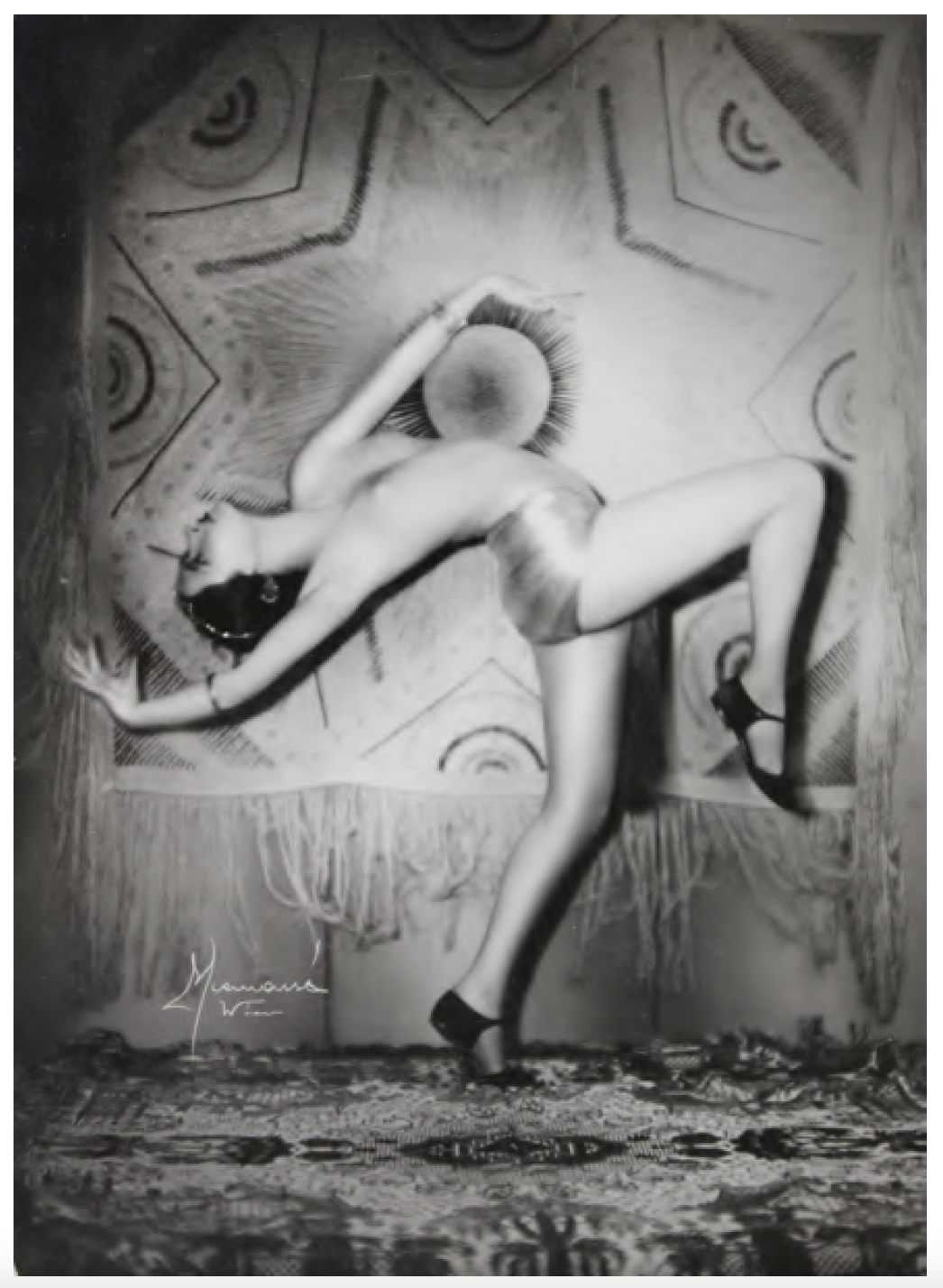
Atelier Manassé, La danza, 1931 ca.
Collection Christian Brandstätter, Wien

L'Atelier Manassé è stato uno studio fotografico attivo a Vienna dal 1920 al 1939. Fondato dai coniugi ungheresi Olga Spolarits (1895-1969) e Adorjan von Wlassics (1892-1946), fu tra i più importanti studi fotografici europei degli anni Venti e Trenta. Lo studio si specializzò in ritratti di personalità del mondo dello spettacolo, fotografie di moda e nudi artistici, diventando noto per le sue sperimentazioni con il fotomontaggio e per un'estetica che combinava elementi glamour con tecniche surrealiste. Dopo la vendita del marchio nel 1939 al fotografo Josef Cebin, Olga Wlassics continuò l'attività fotografica a Vienna fino alla fine degli anni Sessanta sotto il nome Olga Wlassics Foto Atelier.

## Storia

### Gli inizi (1920-1925)
L'Atelier Manassé fu fondato a Vienna nel 1920 quando Adorjan von Wlassics, ex ufficiale dell'esercito austro-ungarico con una formazione artistica, ottenne la licenza per esercitare la professione di fotografo e registrò l'attività con sede in Opernring 19. L'anno successivo sposò l'attrice ungherese Olga Spolarits, che abbandonò la carriera cinematografica per dedicarsi alla gestione dello studio.
La Vienna del primo dopoguerra, pur segnata dal crollo dell'Impero austro-ungarico, viveva un momento di grande fermento culturale. L'arrivo di numerosi artisti e intellettuali in fuga dai regimi totalitari dell'Europa orientale contribuì a trasformare la città in un laboratorio creativo di respiro internazionale. In questo clima di contraddizioni, tra malinconia imperiale e spinte innovative, tra povertà diffusa e permanenze del lusso aristocratico, l'Atelier trovò terreno fertile per sviluppare la propria estetica.
La clientela iniziale includeva principalmente artisti del cinema muto, tra cui Lucy Doraine e Pál Lukács (Paul Lukas), grazie ai contatti di Olga nel mondo dello spettacolo. Il successo fu immediato: già nel 1924 i giornali viennesi riportavano di interventi della polizia per gestire le code di clienti fuori dallo studio.

### Il successo (1925-1935)
Nel 1925 l'Atelier si trasferì in locali più ampi in Getreidemarkt 16, ampliando lo staff con l'assunzione del direttore Weinberger e del fotografo Anton Dellisch, già assistente di Madame D'Ora (Dora Kallmus). 

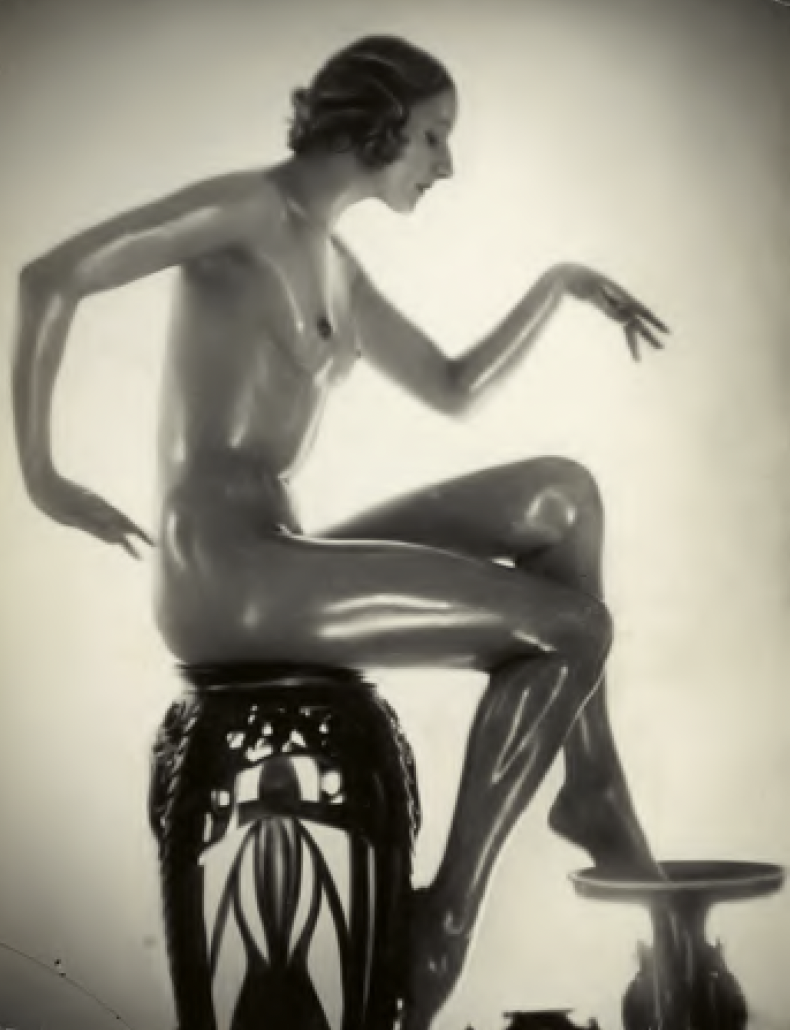
Scultura in bronzo. La ballerina Teresa Paoly, 1926 ca. Collezione privata

Nel 1929, all'apice del successo, lo studio si spostò nella prestigiosa sede di Kärntnerring 15, dove i Wlassics stabilirono anche la loro residenza.
L'Atelier divenne noto in tutta Europa grazie alla collaborazione con l'agenzia Schostal, che distribuiva le loro fotografie a riviste internazionali. Le immagini dell'Atelier Manassé furono pubblicate da Parigi a Berlino, e lo studio fu riconosciuto per aver lanciato alcune star di Hollywood, come l'attrice Tala Birell e le Sisters G.
Nel 1932 l'Atelier partecipò alla Prima Biennale Internazionale d'Arte Fotografica a Roma e, l'anno successivo, al Salon du Nu photographique di Parigi, dove furono esposti i loro lavori insieme a quelli di artisti primari come Man Ray. Negli anni successivi i Wlassics furono invitati a lavorare in diverse capitali europee: nel 1935 furono chiamati a Bucarest per una serie di servizi fotografici presso lo Studio Wells.

### Gli ultimi anni e il dopoguerra (1938-1969)
In seguito all'Anschluss del 1938, i coniugi si trasferirono a Berlino dove, dopo aver certificato le loro origini ariane e cattoliche, aprirono un nuovo studio fotografico con il nome WOG (Wlassics Olga Geschka). Il 30 giugno 1939 vendettero il marchio "Atelier Manassé" al fotografo Josef Cebin. Nel 1943 tornarono a Vienna, dove continuarono a lavorare fino alla morte di Adorjan nel 1946.
Dopo la morte di Adorjan, l'11 settembre 1947 Olga registrò un nuovo marchio, "Olga Wlassics Foto Atelier", con sede a Vienna in An der Hülben 4, dove continuò l'attività fotografica fino alla fine degli anni Sessanta. Durante la sua lunga carriera, l'Atelier collaborò direttamente con importanti riviste come Séduction, Die Muskete e Wiener Magazin, del quale i Wlassics furono anche co-editori. Per alcuni servizi fotografici, lo studio utilizzò anche la firma Manassé-Ricoll, che indicava la collaborazione con le fotografe Ulrike (Rica) e Olga Behlis.

## Olga e Adorjan
Olga Spolarits (1895-1969) nacque in una famiglia di antica nobiltà ungherese risalente al 1672. I suoi genitori, Vilmos Spolarits e Anna Pavlidesz, appartenevano a una famiglia originaria della contea di Tolna. Vilmos si trasferì con il fratello maggiore György a Budapest, dove avviarono un'attività di successo nel commercio di farine e nella produzione di pane. La famiglia gestiva anche il rinomato Spolarich Kávéház, punto di riferimento per banchetti e anteprime artistiche nella capitale ungherese, all'epoca secondo gioiello dell'Impero austro-ungarico di Francesco Giuseppe I d'Austria. Olga ricevette un'educazione consona al suo rango, studiando musica con il maestro Vilmos Gábler ed esibendosi in saggi musicali. Iniziò la carriera di attrice nel cinema muto ungherese nel 1918, periodo d'oro della cinematografia nazionale, debuttando nel film Az ördög (Il Diavolo) della Phönix Filmgyár, seguito da A skorpió (Lo scorpione) e A színésznö (L'attrice).
Il crollo dell'Impero austro-ungarico e l'instaurazione della Repubblica sovietica ungherese nel 1919 portarono alla nazionalizzazione dell'industria cinematografica. Nonostante Olga fosse stata selezionata tra i quarantuno attori autorizzati a recitare dal nuovo governo, la successiva repressione del regime di Miklós Horthy provocò una diaspora di artisti e intellettuali ungheresi verso Vienna, seguendo il percorso di figure come il regista Mihály Kertész (che diventerà celebre a Hollywood come Michael Curtiz).
Adorjan von Wlassics (1892-1946) si formò all'Accademia Militare Ludovika, dove iniziò a praticare la fotografia, vendendo i suoi scatti a riviste estere. Durante la prima guerra mondiale si distinse per il suo "incrollabile coraggio e audacia", ricevendo decorazioni e menzioni d'onore. Prima della carriera militare aveva studiato disegno e pittura, frequentando per due anni lo studio del maestro Gyula Benczúr.
All'interno dell'Atelier, i coniugi svilupparono ruoli complementari. Adorjan si occupava della direzione artistica e tecnica, diventando noto per il suo particolare uso della luce, mentre Olga, attingendo all'esperienza imprenditoriale della sua famiglia, si occupò prima della gestione amministrativa e commerciale dello studio poi della creazione di set scenografici e del lavoro in laboratorio, dove apprese l'arte della fotografia e si specializzò nel ritocco delle lastre. La sua rete di contatti nel mondo dello spettacolo fu fondamentale per l'affermazione iniziale dell'Atelier. Olga si dedicava alle pubbliche relazioni: il salotto Wlassics divenne un punto di riferimento mondano, frequentato da "principi e arciduchi asburgici"' e personalità di spicco della società europea. Dopo la morte di Adorjan nel 1946, Olga proseguì l'attività fotografica in autonomia fino alla fine degli anni Sessanta. Olga sposò in seconde nozze Hans Rothen, funzionario del fisco con la passione della fotografia. Morì il 2 settembre 1969.

## Estetica e influenza culturale
L'Atelier Manassé sviluppò uno stile distintivo caratterizzato dall'uso del fotomontaggio, da un particolare trattamento della luce e da una rappresentazione del femminile che univa glamour e surrealismo. Lo studio si specializzò in diversi generi fotografici: ritratti di personalità del mondo dello spettacolo, fotografie di moda, nudi artistici e fotografie pubblicitarie.
La peculiarità dello studio consisteva nella capacità di combinare elementi della cultura popolare e del mondo dello spettacolo con tecniche surrealiste ed elementi allegorici. Nelle loro composizioni erano frequenti i calembour visivi, come donne ritratte all'interno di porta-sigarette o prese con una pinza come zollette di zucchero. I fotomontaggi spesso includevano riferimenti al cinema dell'epoca, come nel caso della fotografia di una modella che si ritrae spaventata dall'ombra di una mano con artigli, chiaro riferimento al film Nosferatu il vampiro di Friedrich Wilhelm Murnau (1922). 
L'Atelier si dimostrò particolarmente sensibile ai cambiamenti culturali del proprio tempo. Nei primi anni Venti si diffuse dagli Stati Uniti un nuovo concetto che influenzò profondamente l'estetica dell'epoca: il "sex appeal". Definito come un particolare magnetismo personale, fu oggetto di interesse sia scientifico - con studi condotti da neurologi come il professor Bisch della New York Medical School and Hospital - sia culturale. L'argomento fu affrontato dalla scrittrice Elinor Glyn, che stilò un vademecum in otto punti per identificarlo, sottolineando come non fosse qualcosa che si potesse "né imparare né acquisire con la pratica". Secondo questa concezione, il sex appeal non aveva nulla a che vedere con l'erotismo esplicito ma era piuttosto un "carisma magnetico" che rendeva una persona irresistibile.
Adorjan Wlassics elaborò una propria teoria sul tema, sostenendo che "in natura non c'è nulla di perfetto" e che la bellezza femminile potesse essere misurata nella capacità di far concentrare lo sguardo maschile sui propri pregi. Secondo Wlassics, una donna che riusciva a evidenziare il "50% dei suoi pregi" raggiungeva il massimo del sex appeal, diventando "una di quelle bellezze mozzafiato che fermano il traffico per la strada". Nel suo lavoro, il fotografo cercava di catturare quella che definiva "la vibrazione" tra soggetto e immagine, cercando di far emergere un fascino intrinseco al di là dell'apparenza fisica. Wlassics sosteneva che ogni donna desiderasse vedere in sé un'icona, un ideale di bellezza e charme, e considerava suo compito creare fotografie che rispecchiassero queste aspirazioni. Questa concezione si tradusse in una tecnica fotografica che valorizzava specifici elementi di ogni modella, al punto che Wlassics venne consultato come esperto di "bellezza femminile" alla pari di teorici internazionali come il professor Jules Carbelle della Sorbona.
Le fotografie dell'Atelier contribuirono a definire una nuova immagine della donna negli anni Venti, in linea con l'emergente concetto di "sex appeal". Fino al XIX secolo, la nudità era stata accettata nella cultura visiva occidentale solo se caricata di valori celebrativi e iconografie mitologiche che escludevano l'erotismo. Un cambiamento radicale era avvenuto con opere come L'origine del mondo (1866) di Gustave Courbet e Nuda Veritas (1899) di Gustav Klimt, che avevano segnato il distacco definitivo dalla pittura allegorica e accademica. I loro nudi artistici non erano mai espliciti ma piuttosto evocativi, spesso arricchiti da elementi scenografici insoliti come manichini, orsacchiotti o animali domestici. La firma Manassé era considerata garanzia di artisticità, al punto che anche le signore dell'alta società viennese si facevano ritrarre senza veli nel loro studio.
L'influenza dell'Atelier si estese anche oltreoceano: la Universal Pictures scoprì le Sisters G proprio attraverso le fotografie di Manassé. Dopo averle ingaggiate per "King of Jazz" (1930), usò, nelle scene che le vedeva protagoniste, l'iconografia fotografica che l'Atelier aveva creato per le due ballerine.

## Processi giudiziari
Nella Vienna degli anni Venti, l'avvento della fotografia moderna e la diffusione del nudo artistico ponevano nuove sfide al sistema legale, chiamato a mediare tra libertà artistica, diritti d'immagine e morale pubblica. Se in città come Parigi il nudo fotografico era ormai accettato, la capitale austriaca, pur nel suo clima culturale progressista, manteneva un approccio più cauto. In questo contesto, i processi che coinvolsero l'Atelier Manassé divennero casi emblematici per la definizione dei limiti tra arte e diritto.
Il caso più significativo risale al 24 gennaio 1928, quando lo studio fu accusato di aver fatto uso improprio delle fotografie di nudo di Draga Ocepek, una delle modelle più note della Wiener Werkstätte. La modella sosteneva che la pubblicazione non autorizzata di sue fotografie di nudo su Wiener Mode le aveva causato gravi pregiudizi sociali, portando all'interruzione dei rapporti con la sua cerchia di conoscenti. La difesa, affidata all'avvocato Beer, respinse l'accusa di violazione del diritto d'immagine, sostenendo che la modella era stata preventivamente informata della destinazione editoriale degli scatti.
Il caso Ocepek è particolarmente significativo anche perché coinvolse la Wiener Werkstätte e una delle sue designer più innovative, Felice Rix-Ueno. Le fotografie contestate includevano infatti immagini pubblicitarie per cuscini disegnati dalla Rix-Ueno, in cui Draga Ocepek posava seminuda. La questione evidenziava la stretta collaborazione tra l'Atelier e la celebre casa di design viennese, nonché il ruolo pionieristico che entrambe le realtà stavano svolgendo nella ridefinizione dell'estetica moderna. Le fotografie, pubblicate su riviste come Wiener Magazin e Welt Magazin, divennero oggetto di un acceso dibattito sul diritto d'immagine. Il caso, che coinvolse anche una misteriosa Baronessa P., si concluse con un accordo privato tra le parti prima dell'udienza fissata per il 30 aprile.
Anche il caso dell'attrice Lissy Lindt ebbe particolare risonanza nel clima politicamente teso dei primi anni Trenta. L'attrice, che aveva posato più volte per l'Atelier in servizi fotografici di successo, citò in giudizio lo studio quando una sua immagine venne accostata a quella di Adolf Hitler sulla rivista Voilà nell'ottobre del 1934. L'Atelier si difese sostenendo che il fotomontaggio era stato realizzato dalla redazione della rivista francese senza la loro autorizzazione e che lo studio non aveva alcuna responsabilità nell'accostamento delle immagini. La vicenda si inseriva nel complesso dibattito sul ruolo della fotografia nella propaganda politica e sulla tutela dell'immagine personale in un'epoca di crescente strumentalizzazione mediatica.
Nonostante le controversie, lo studio mantenne la sua reputazione e il nome Manassé divenne anzi un punto di riferimento per dirimere questioni legali riguardanti la fotografia artistica. Nel 1933, durante un processo sulla legittimità dell'esposizione della locandina del film Ekstase con Hedy Kiesler (poi Hedy Lamarr) in seminudo, il giudice utilizzò come precedente proprio le fotografie dell'Atelier Manassé, stabilendo che "un corpo femminile nudo, come quelli che ormai si possono vedere in migliaia di foto" non costituiva oltraggio al pudore.
Questi processi riflettevano il più ampio cambiamento sociale in corso negli anni Venti, quando la rappresentazione del corpo femminile stava subendo una profonda trasformazione. Le signore dell'alta società viennese, che un tempo si sarebbero scandalizzate per un nudo fotografico, ora facevano a gara per essere ritratte da Manassé. Come notava un cronista dell'epoca: "oggi si vedono donne nude esposte nelle vetrine delle eleganti strade viennesi. Nessuno si indigna, nessuno si vergogna. Non si dice più: 'Ho visto la signora S. fotografata ieri con un nuovo cappello'. Ma piuttosto: 'La signora S. deve aver fatto una cura dimagrante, oppure ha sofferto emotivamente. La sua vita è così sottile, irriconoscibile. Non hai visto la sua nuova foto all'Opernring?'". 
Le controversie legali che coinvolsero l'Atelier contribuirono così a definire non solo i confini giuridici della fotografia artistica, ma anche i nuovi parametri della modernità e dell'emancipazione femminile nella società europea del primo dopoguerra.

## Studi e ricerche
L'interesse per l'Atelier Manassé è stato avviato da studiosi come Monika Faber in Austria e Fejér Zoltán in Ungheria. Monika Faber ha esaminato i tipi e lo stile della fotografia dello studio nel suo libro Divas and Lovers: The Erotic Art of Studio Manassé (Diven und Geliebte: Die erotische Kunst des Studios Manassé, 1998), offrendo un'analisi del contesto artistico delle immagini. Fejér Zoltán, nel saggio Il lavoro di Olga Spolarits e Adorjan Wlassics (Olga és Wlassics Adorján munkássága, 2006), ha esplorato la carriera dei coniugi, ipotizzando che il nome "Manassé" fosse ispirato a un personaggio dei romanzi di Mór Jókai piuttosto che alla figura biblica di Manasse. Quest'ipotesi è stata confermata da Chiara Spenuso, studiosa dell'Atelier, che ha ritrovato un'intervista ad Adorjan Wlassics del 1939 in cui egli stesso dichiara: “A quei tempi stavo leggendo un romanzo di Jókai […] e in esso, uno dei personaggi principali è Manassé Adorján. È così che ho preso il nome”. 
Nel 2023, il Museo di arte moderna e contemporanea di Trento e Rovereto ha ospitato la prima grande mostra dedicata all'Atelier Manassé, intitolata Cabaret Vienna - L'Atelier fotografico Manassé, curata da Claudio Composti, su progetto scientifico di Chiara Spenuso, e promossa da Vittorio Sgarbi. Questa esposizione ha presentato 120 stampe vintage originali e documenti privati, provenienti dalle collezioni di Christian Brandstätter e Ostlicht.